# گمینا کونگسکیه
گمینا کونگسکیه (به لهستانی:  Gmina Końskie) یک گمینا در لهستان است که در شهرستان کونگسکیه واقع شده‌است. گمینا کونگسکیه ۲۴۹٫۹ کیلومتر مربع مساحت و ۳۶٬۳۷۳ نفر جمعیت دارد.